# Frederiksværk Kirke
Skønt Frederiksværk Kirke er bygget i 1911 er dens klokke fra 1758, et levn fra dengang Frederiksværk var industricentrum i Nordsjælland.

## Eksterne kilder og henvisninger
- Wikimedia Commons har flere filer relateret til Frederiksværk Kirke
- Frederiksværk Kirke Arkiveret 19. september 2015 hos  Wayback Machine hos KortTilKirken.dk
- Frederiksværk Kirke Arkiveret 17. oktober 2014 hos  Wayback Machine hos danmarkskirker.natmus.dk (Danmarks Kirker, Nationalmuseet)